# Otto Langkau

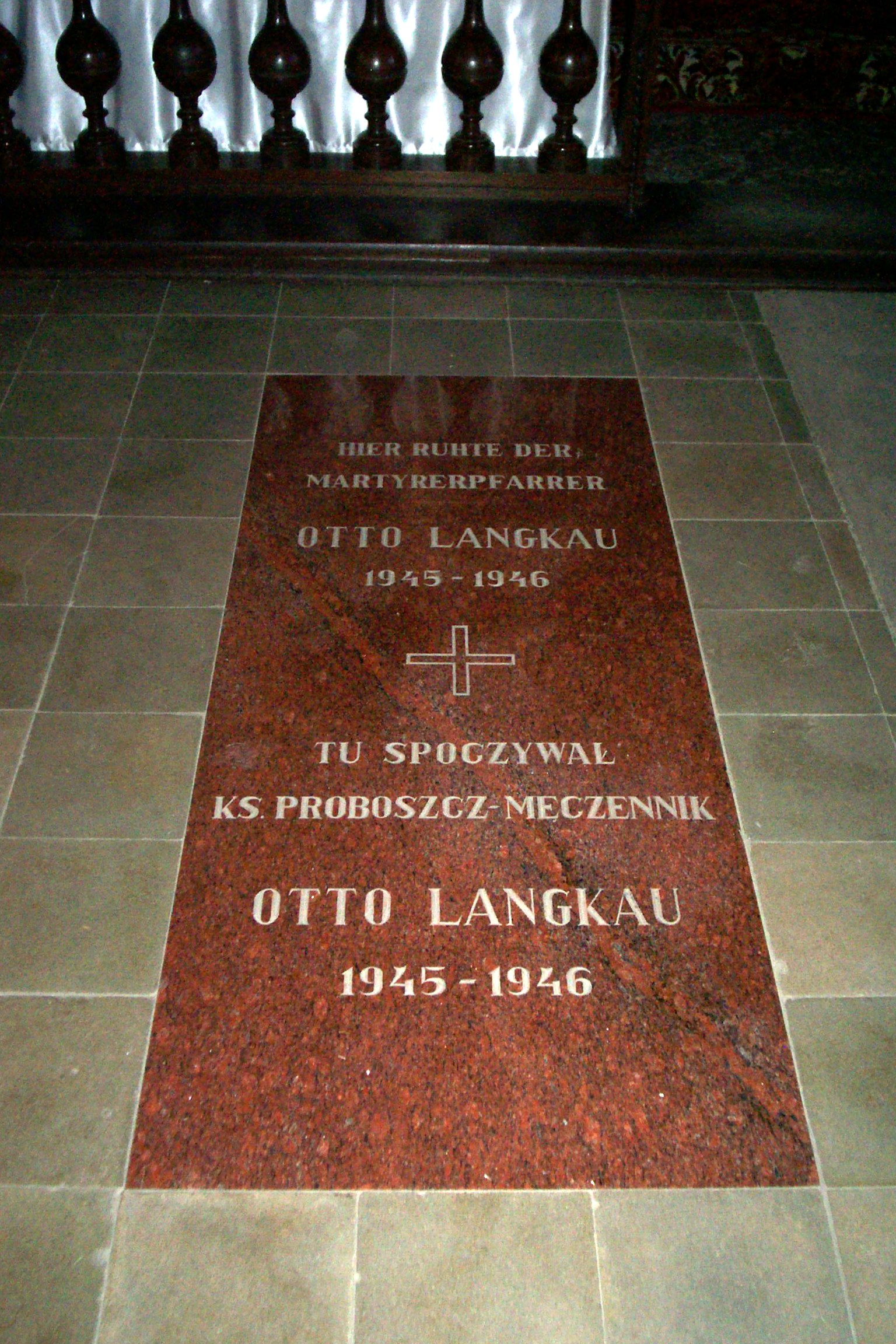
Grabmal Otto Langkau

Otto Langkau (* 30. Oktober 1871 in Polleiken; † 21. Januar 1945 in Bertung) war ein deutscher römisch-katholischer Geistlicher und Märtyrer.

## Leben
Otto Langkau wurde am 8. November 1896 in Frauenburg zum Priester geweiht. Die Stationen seines Wirkens waren: Kaplan in Bischofstein, ab 1902 Pfarrer in Groß Leschienen und ab 1913 Pfarrer in Bertung (südlich Allenstein). Dort wurde er am 21. Januar 1945 in seinem Pfarrhaus von Rotarmisten erschossen. Er war 73 Jahre alt.

## Gedenken
Die Römisch-katholische Kirche in Deutschland hat Otto Langkau als Märtyrer aus der Zeit des Nationalsozialismus in das deutsche Martyrologium des 20. Jahrhunderts aufgenommen. In der Kirche von Bertung ist in den Boden eine Gedenktafel eingelassen.